# Károly-templom (Bécs)
A bécsi Károly-templom (Karlskirche) az osztrák főváros 4. kerületének, Wiedennek a római-katolikus plébániatemploma. A központhoz közeli Károly-tér (Karlsplatz) déli oldalán büszkélkedik és Bécs egyik szimbóluma.
VI. Károly német római császár 1714-1737 között építette a templomot, amely az ausztriai barokk építészet kiemelkedő alkotása és Johann Bernhard Fischer von Erlach (1656 - 1723) egyik fő műve. Fischer von Erlachnak sikerült a historizmus jegyében a legkülönfélébb elemeket ötvözni. Az előcsarnokhoz vezető homlokzatot a római építészetből kölcsönözte, a két oszlop a római Traianus-oszlop mintáját követi, mellette a római barokkot követő toronypavilonok. Halála után fia, Joseph Emanuel folytatta munkálatokat, de részben megváltoztatta a terveket.  Kiemelkedő teljesítmény a kupola freskója is, amely Johann Michael Rottmayr munkája. A templom épülete eredetileg a királyi palota irányába mutatott és 1918-ig udvari templomként is szolgált.
A főoltár szoborcsoportját Ferdinand Maxmilián Brokoff faragta.

## Galéria

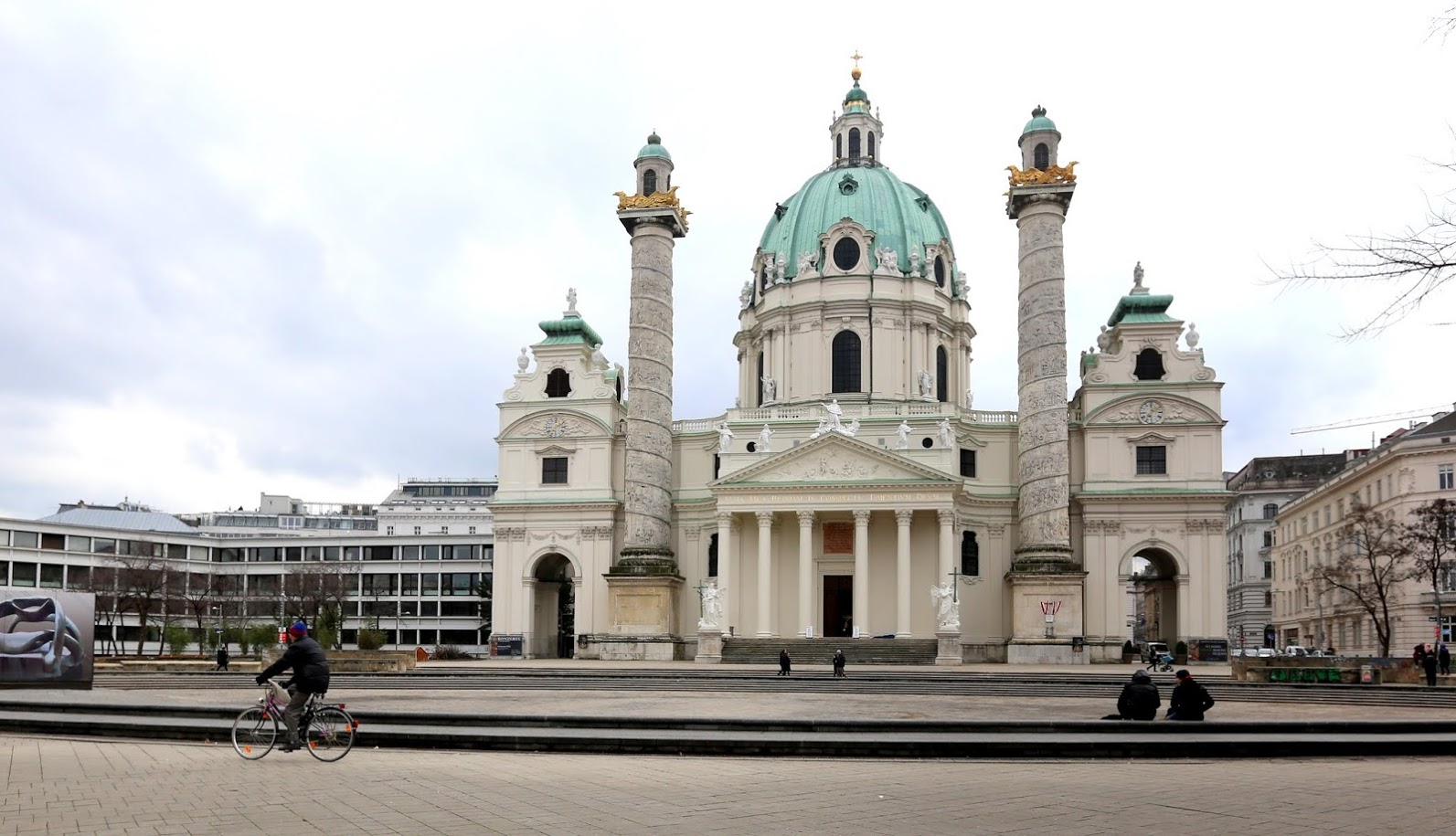
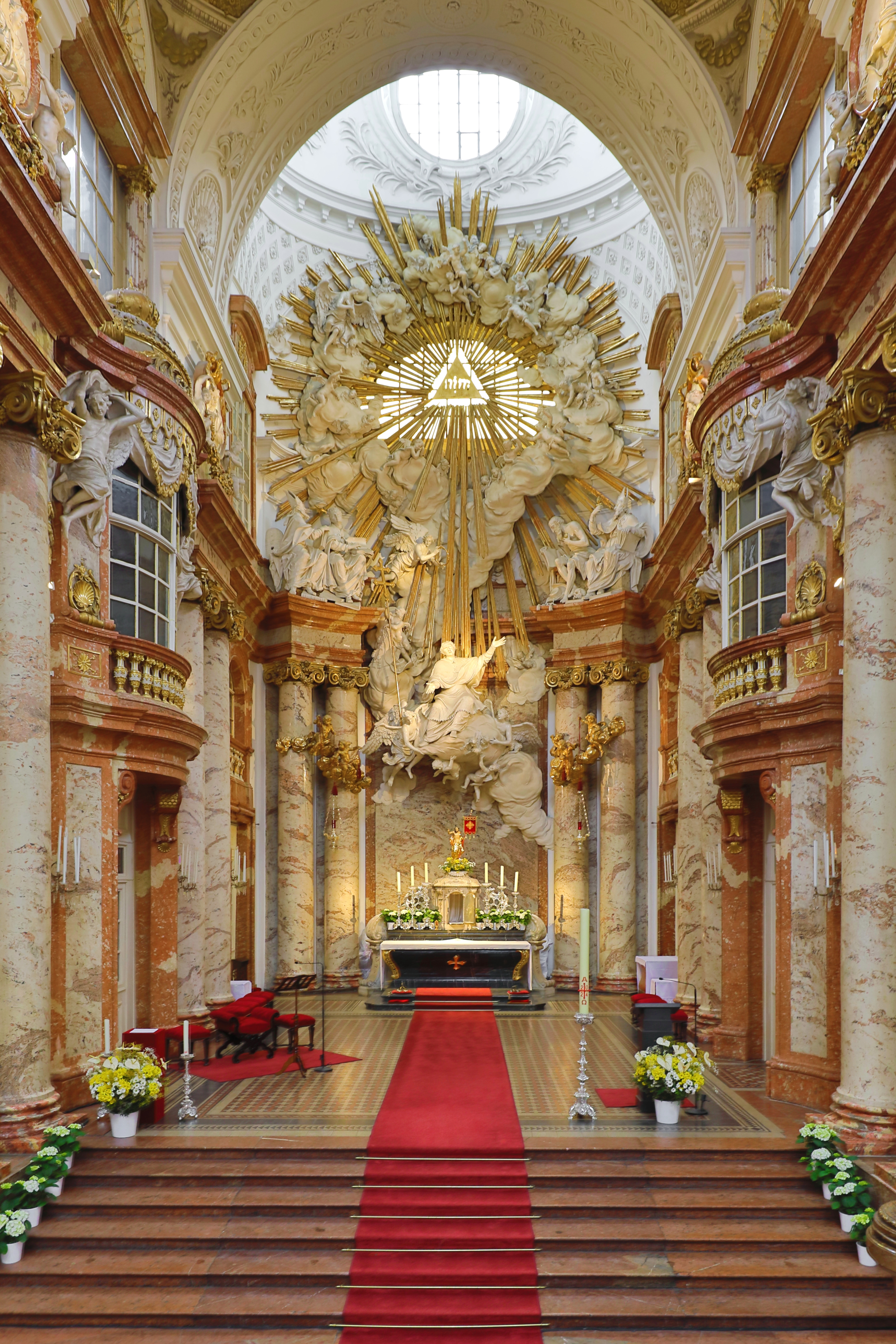
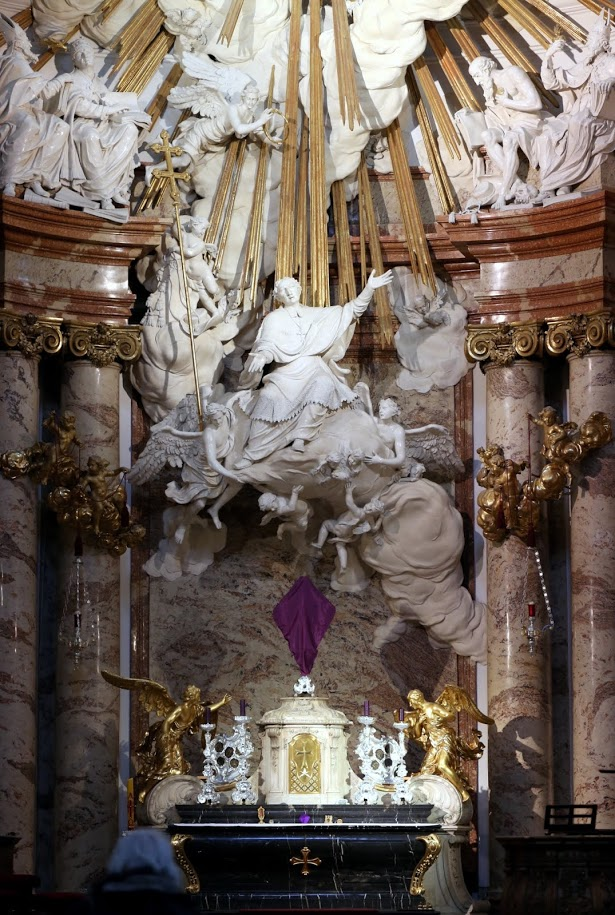
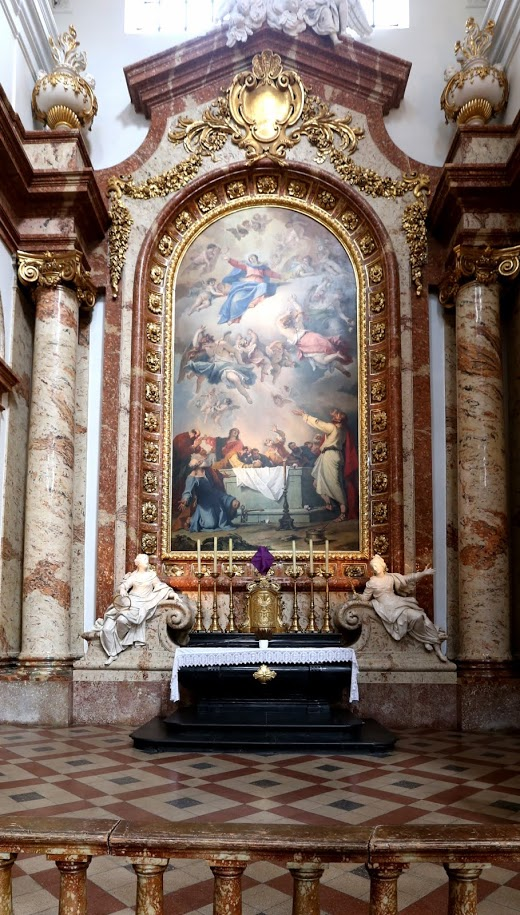
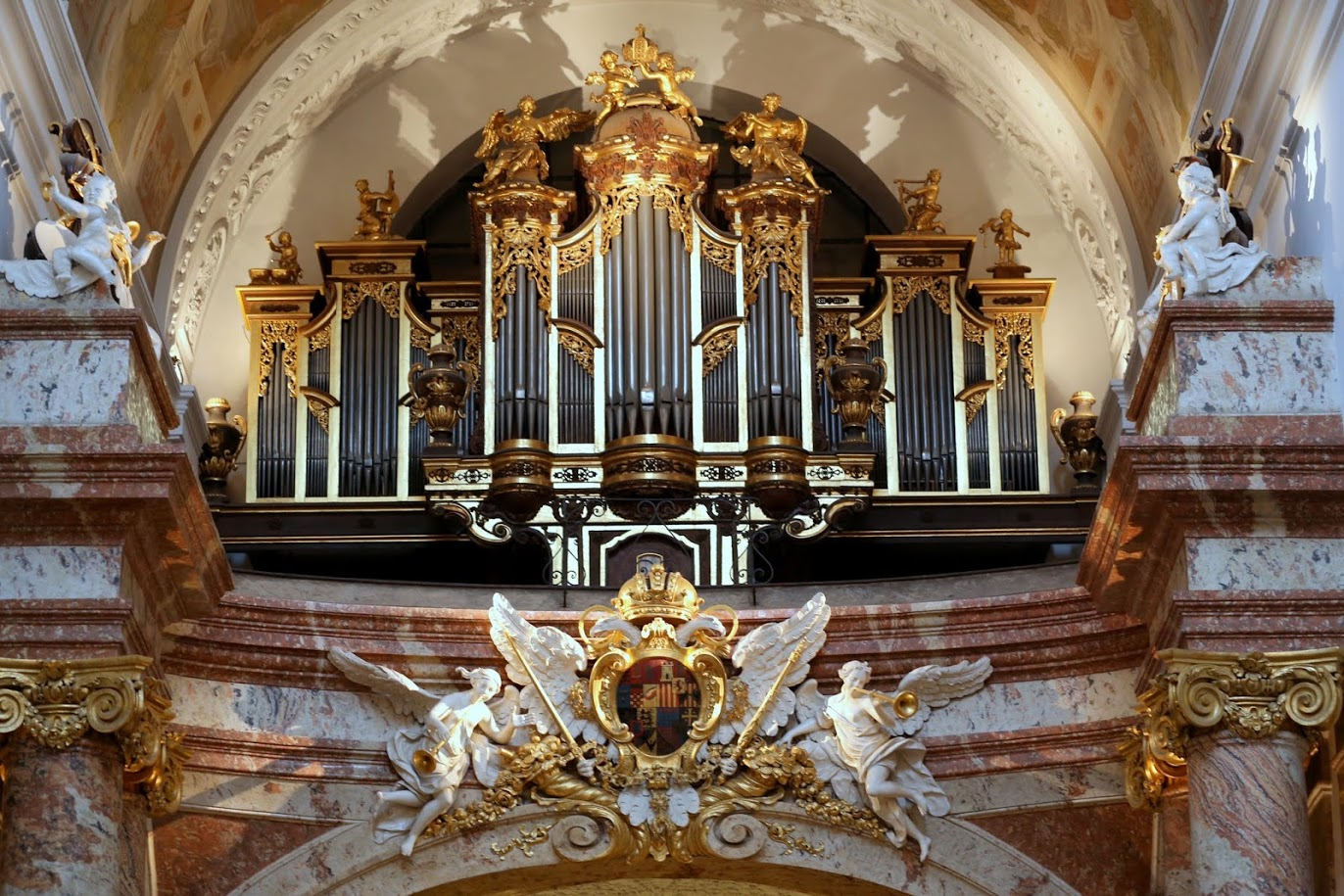
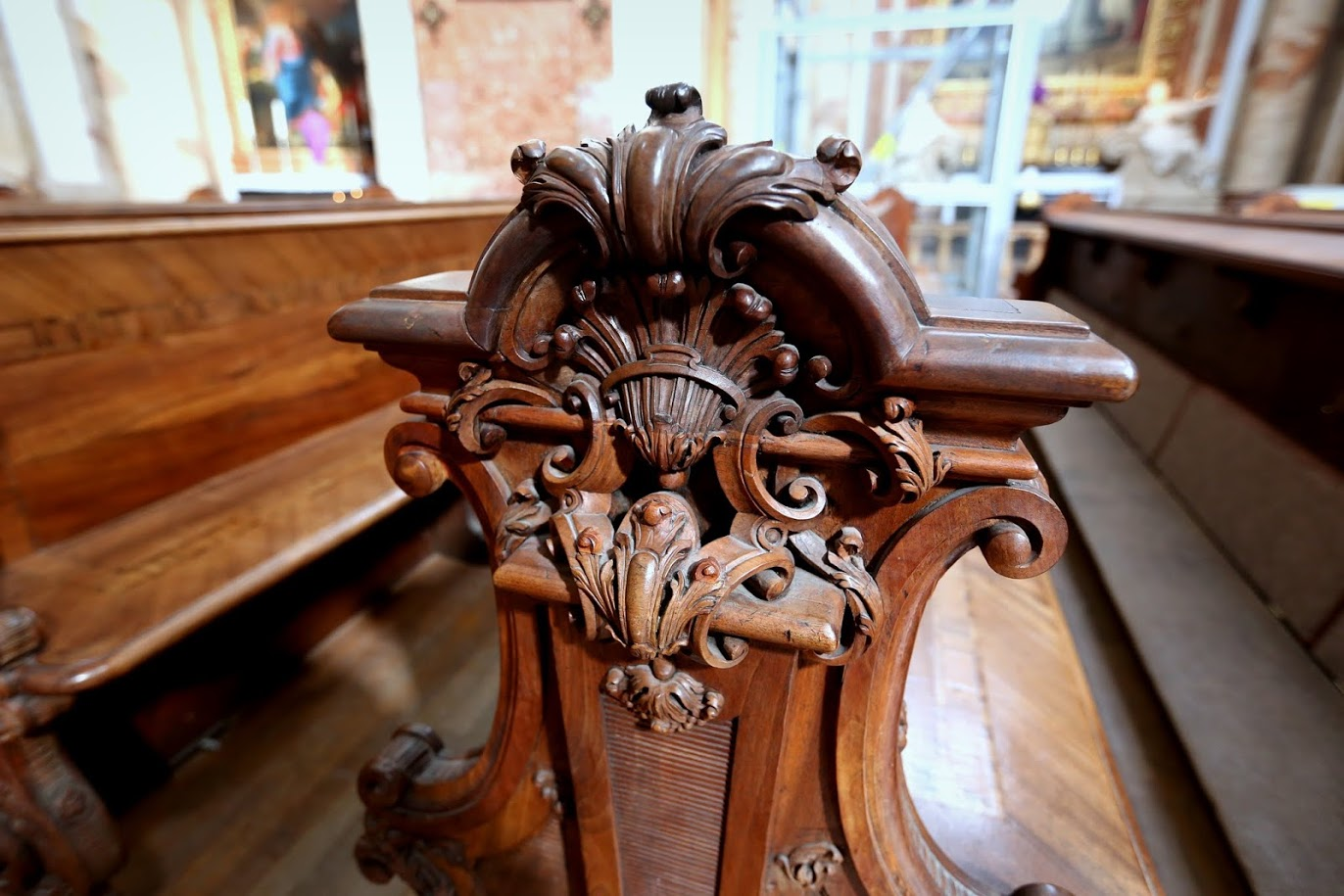
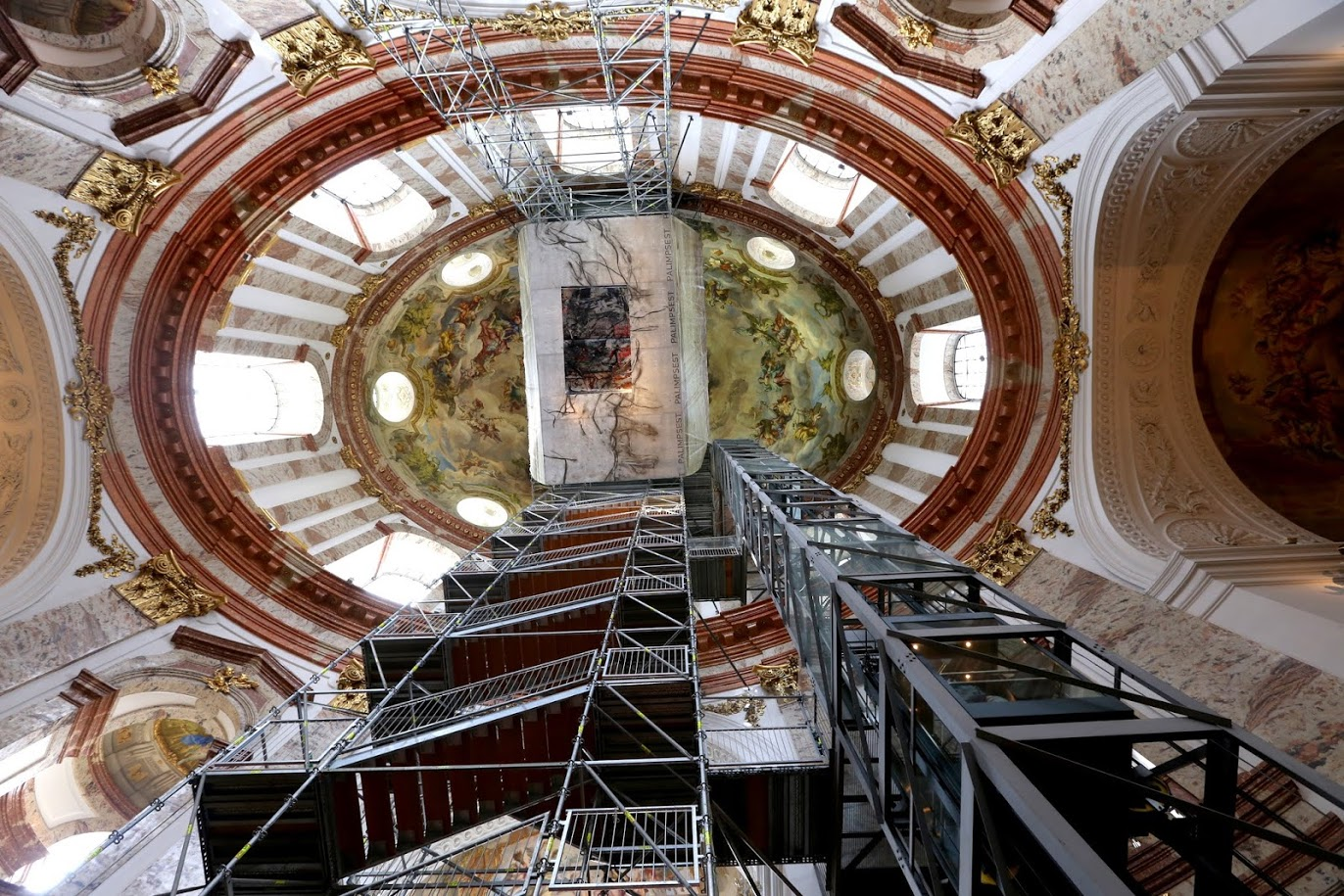
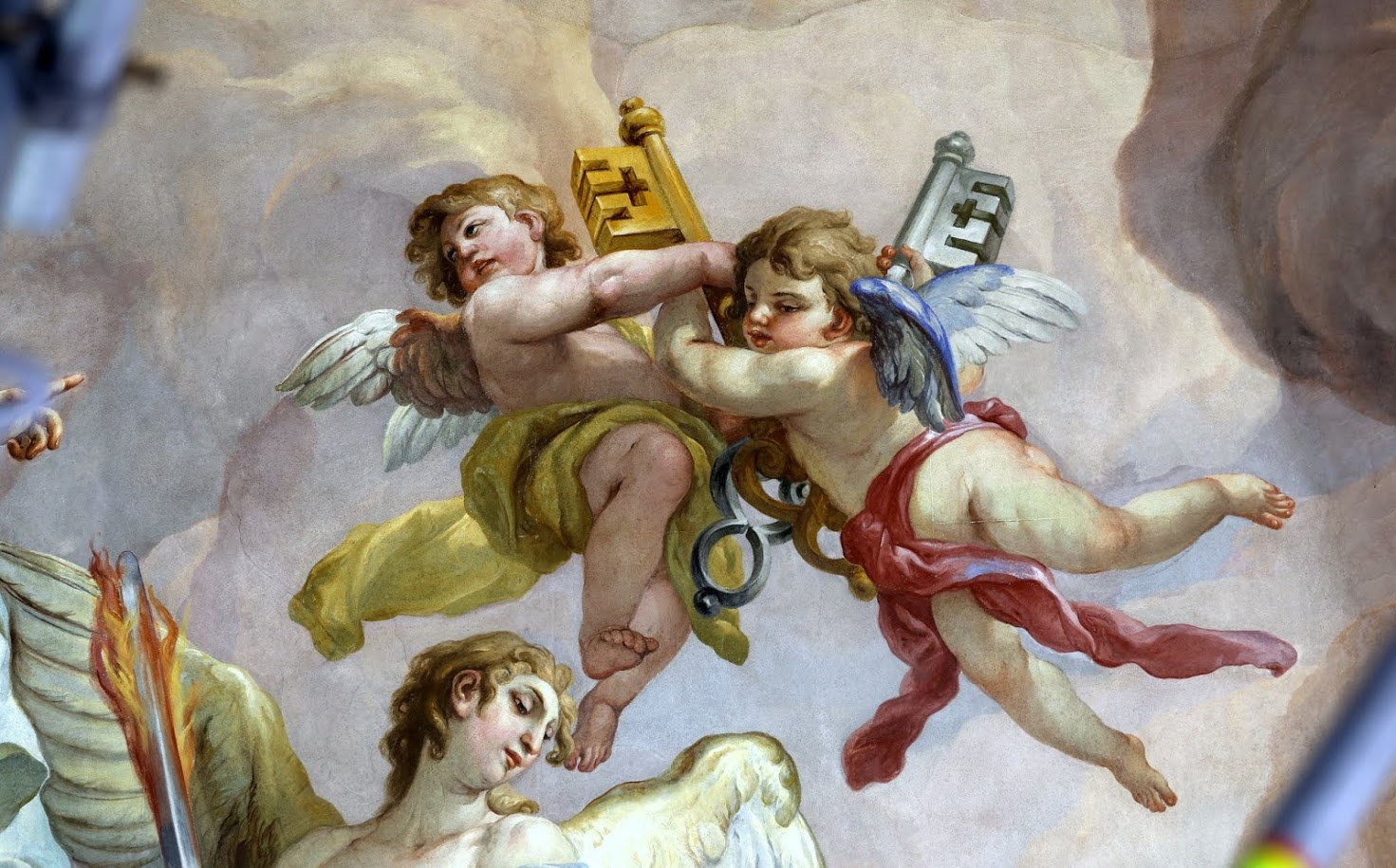
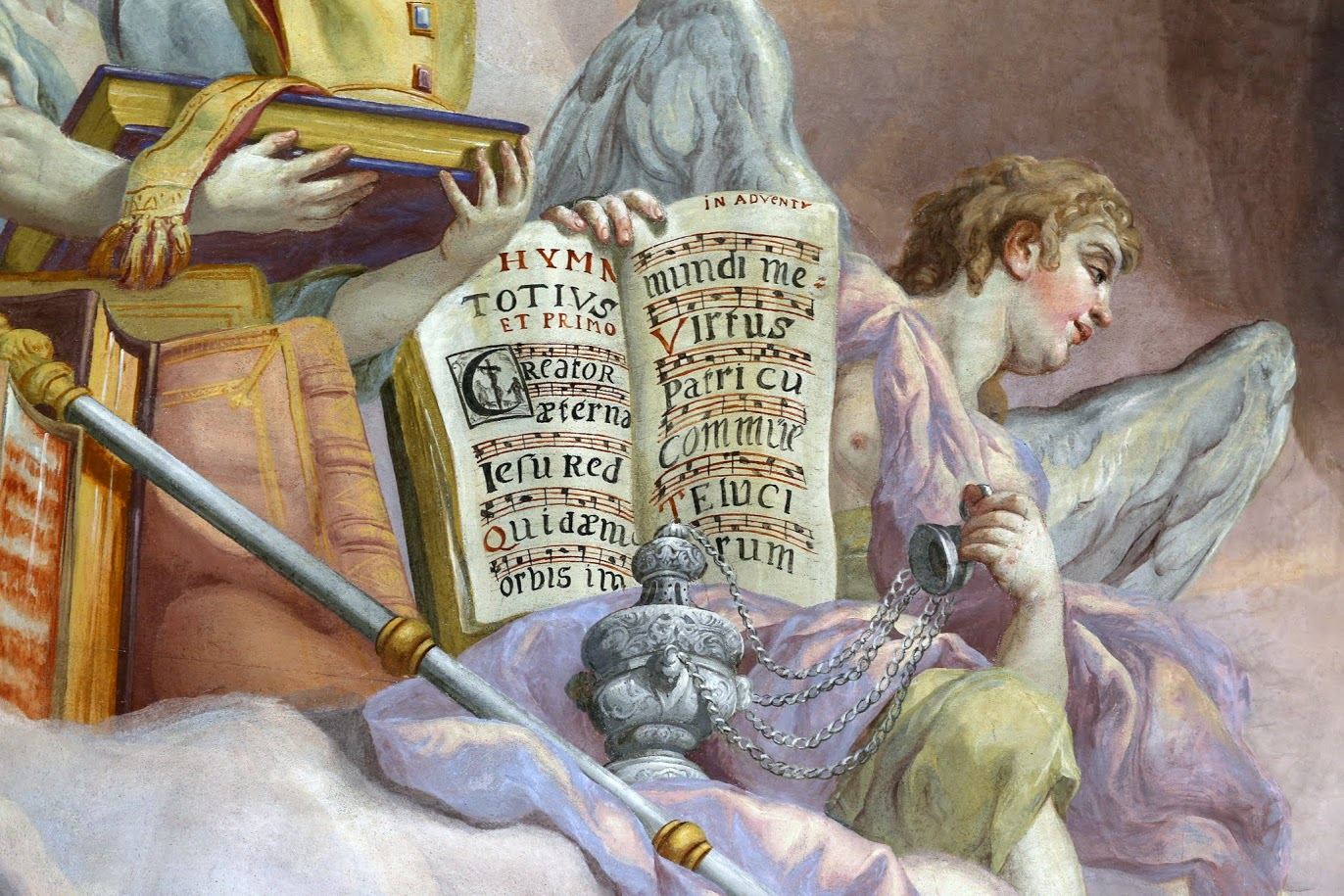
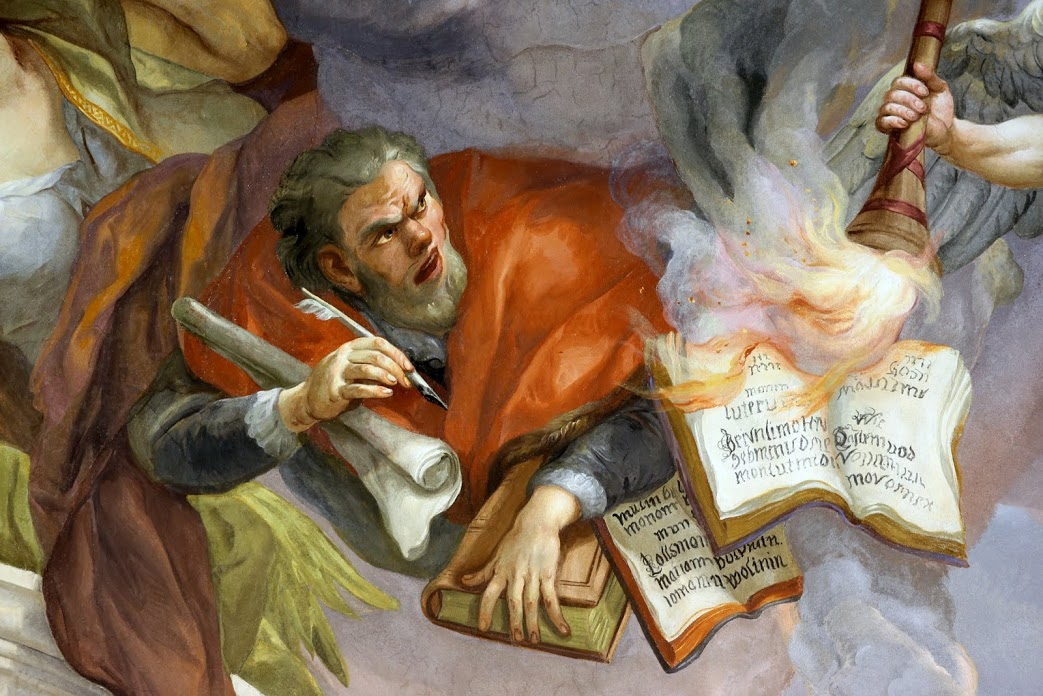
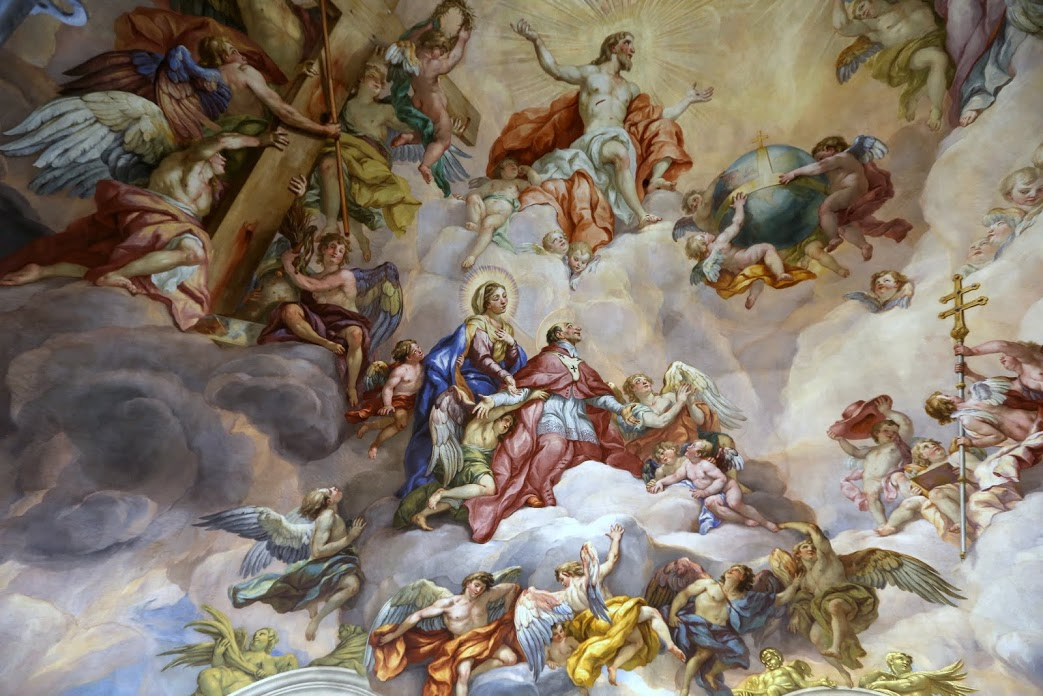
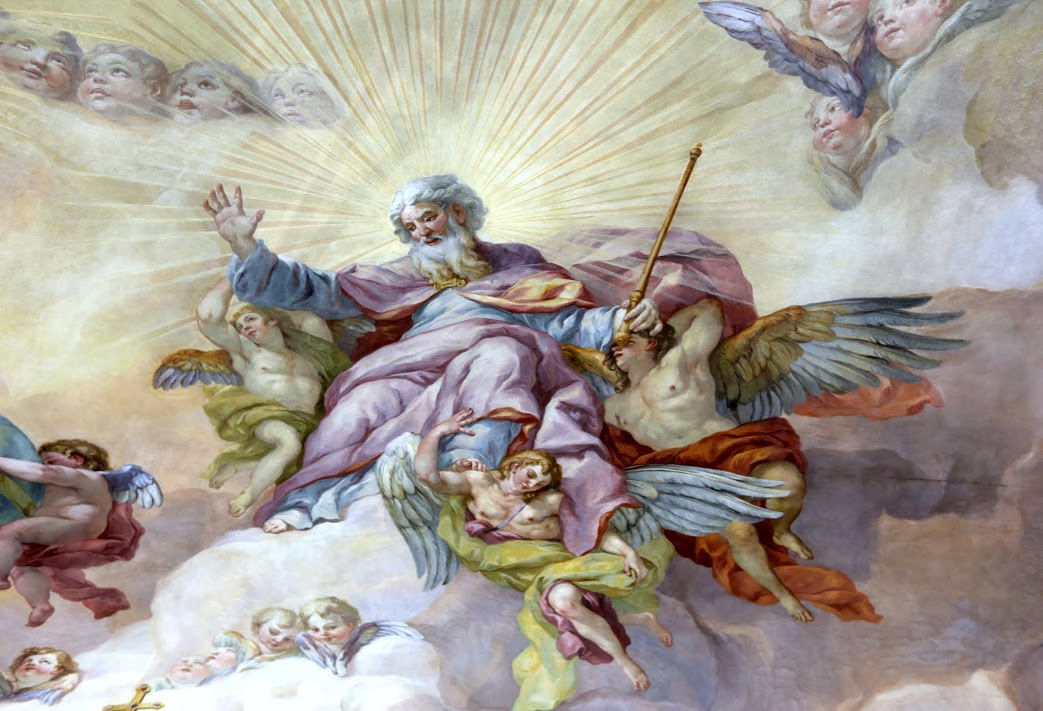
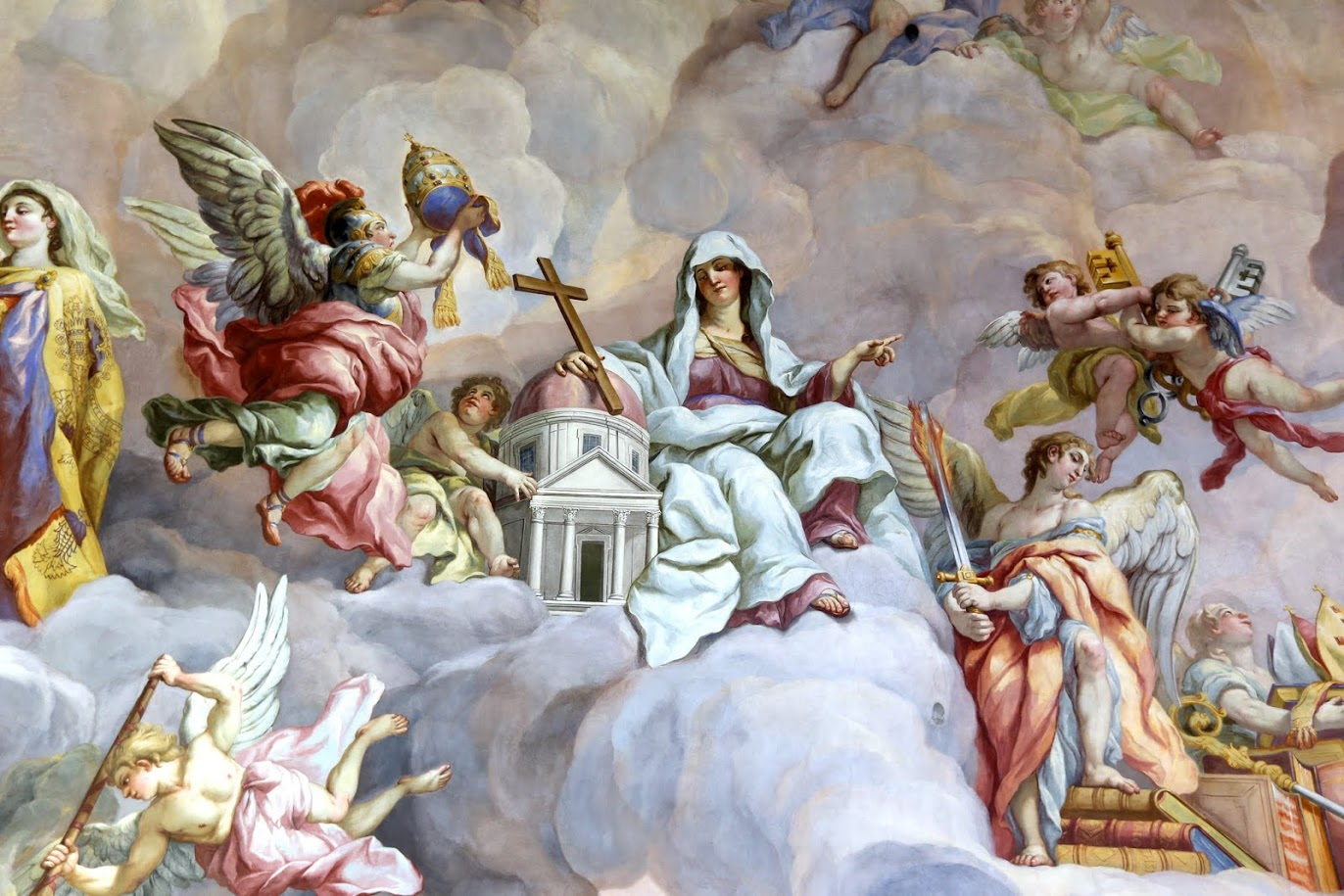
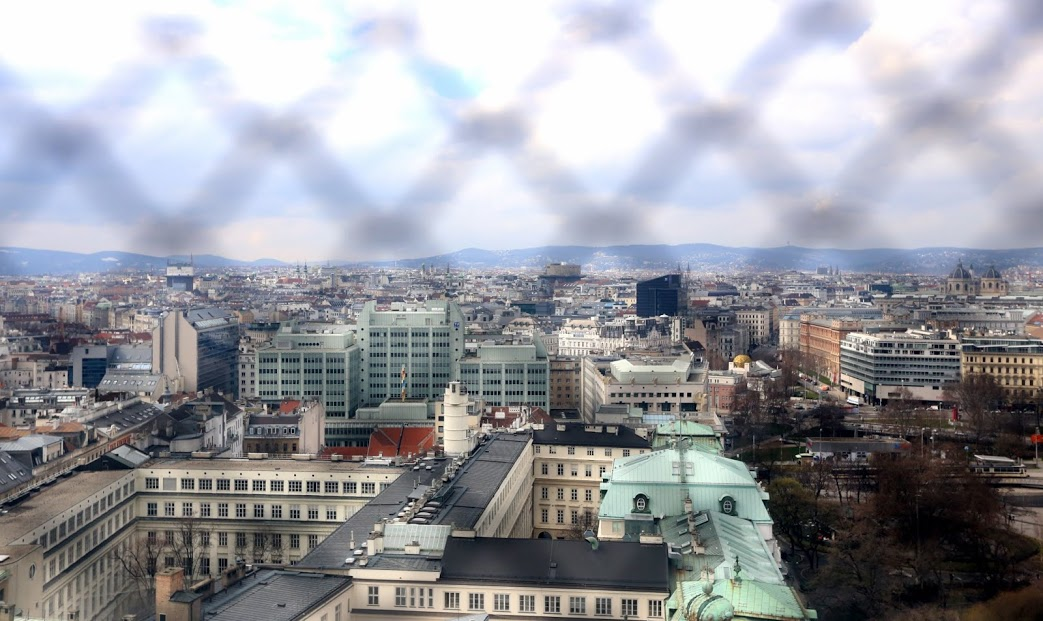
Kilátás a városra
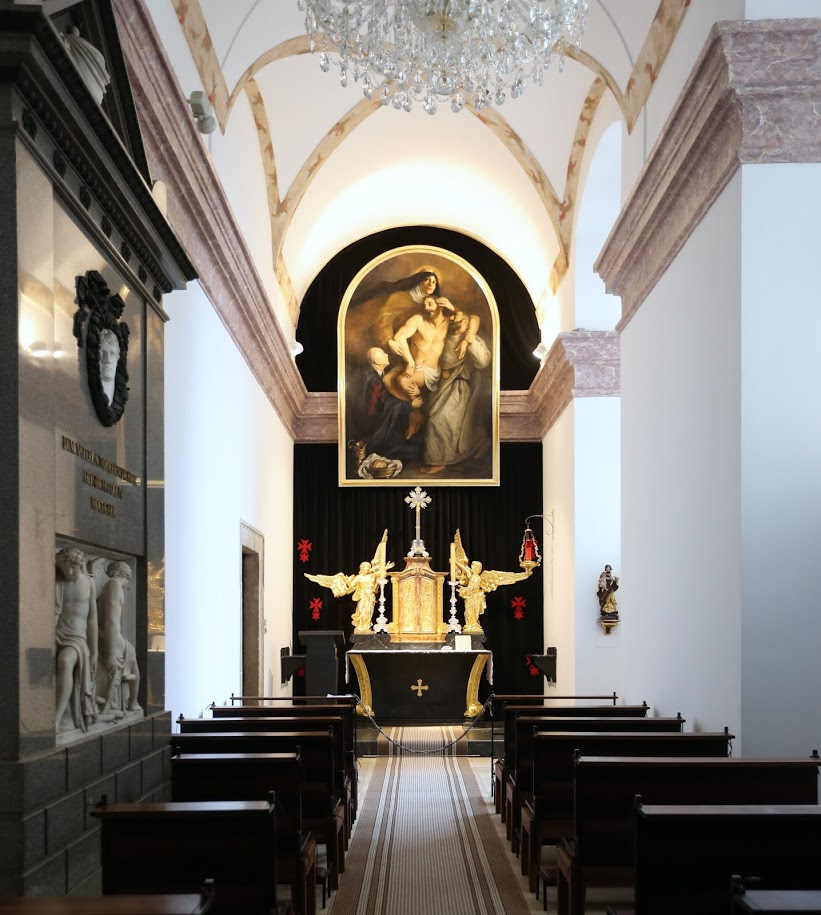
Mellék kápolna